# Les Champs-Géraux
 Les Champs-Géraux  (en bretón Maez-Geraod) es una población y comuna francesa, situada en la región de Bretaña, departamento de Côtes-d'Armor, en el distrito de Dinan y cantón de Évran.

## Demografía
| 1026 | 943 | 934 | 961 | 943 | 960 |
| Para los censos de 1962 a 1999 la población legal corresponde a la población sin duplicidades (Fuente: INSEE [Consultar]) |     |     |     |     |     |